# Tutto quello che ho (Emma Muscat)
Tutto quello che ho è un singolo della cantautrice maltese Emma Muscat, pubblicato il 28 marzo 2025.

## Descrizione
Il brano, scritto dalla stessa cantautrice con Alessandro Caiazza e Vito Petrozzino, è prodotto da Noya e racconta la gravidanza della cantautrice.

## Video musicale
Il video musicale, diretto da Luke Bedford, è stato pubblicato in concomitanza all'uscita del brano attraverso il canale YouTube della cantautrice.

## Tracce
Testi di Emma Louise Marie Muscat, Alessandro Caiazza e Vito Petrozzino, musiche di Emma Louise Marie Muscat e Mattia Villano.
1. Tutto quello che ho – 2:48

## Formazione
- Emma Muscat – voce
- Noya – programmazione, produzione